# Léon Scieur
Léon Scieur (19. března 1888 Florennes – 7. října 1969 Florennes) byl belgický cyklista, který vyhrál Tour de France v roce 1921 spolu s etapami 3 a 10. Jeho prvním velkým vítězstvím bylo 1920 Lutych–Bastogne–Lutych; vyhrál etapu a skončil čtvrtý v Tour de France v letech 1919 a 1920.
Byl synem farmáře ve Florennes poblíž belgického Charleroi. Začal pracovat jako sklář, než ho seznámil s cyklistikou jeho soused Firmin Lambot, který ho ve věku 22 let naučil jezdit na kole.
Scieur se stal profesionálem v roce 1913 a hned ten rok jel na své první Tour de France, kterou nedokončil. Nevyhrál ani v roce 1914, kdy skončil 14., ale ve Florennes stejně oslavovali, protože Philippe Thys zvítězil podruhé. Thys se sice narodil v Bruselu, ale ve městě žil. Firmin Lambot dokončil osmý.
Po první světové válce jel v roce 1919 na obnovené Tour de France a umístil se na čtvrtém místě. Podle zpráv měl mezi Le Havrem a Cherbourgem čtyřikrát nebo šestkrát defekt, kvůli čemuž prohrál s Lambotem.
V roce 1920 se znovu umístil na čtvrtém místě, opět za Thysem.
Vyhrál až na svůj pátý pokus, v roce 1921, když mu bylo 33 let.
Tour de France v roce 1922 nedokončil se zlomenou vidlicí.